# Paul Neary
Paul Neary est un auteur de bande dessinée britannique né le 18 décembre 1949 à Bournemouth et mort le 10 février 2024, actif depuis le début des années 1970 et surtout connu pour des histoires qu'il a dessinées ou encrées. 

## Biographie
Auteur prolifique de Marvel UK (dont il a été directeur éditorial dans les années 1990) et de 2000 AD, il a également travaillé pour le marché américain.

## Récompense
- 1989 : Prix Eisner de la meilleure équipe artistique (avec Alan Davis) pour Excalibur